# Christoph Hackbeil
Christoph Hackbeil (* 26. Januar 1956) ist ein deutscher evangelischer Theologe und Regionalbischof im Ruhestand. 2009–2021 amtierte Hackbeil als Propst des Propstsprengels Stendal-Magdeburg.

## Leben
Hackbeil stammt aus Leipzig. Er besuchte die Thomasschule zu Leipzig und studierte in Leipzig Theologie. 1984 wurde er ordiniert und übernahm eine Gemeindepfarrstelle in Mieste in der Altmark. 2000 wurde er Superintendent des Kirchenkreises Halberstadt. 2009 wurde er von der Landessynode der Evangelischen Kirche in Mitteldeutschland zum Propst des Propstsprengels Stendal-Magdeburg gewählt. Er löste damit den kommissarischen Propst Matthias Sens ab. Am 11. September 2021 wurde Hackbeil im Dom St. Nikolaus zu Stendal in den Ruhestand verabschiedet.
Hackbeil ist verheiratet und hat drei Kinder.